# Cord Mysegaes
Cord Mysegaes, född den 22 mars 1968 i Delmenhorst i Tyskland, är en tysk ryttare.
Han tog OS-brons i lagtävlingen i fälttävlan i samband med de olympiska ridsporttävlingarna 1992 i Barcelona.